# 恋愛出世絵巻 えん×むす
『恋愛出世絵巻 えん×むす』（れんあいしゅっせえまき えんむす）は、瀬口たかひろによる日本の漫画。『週刊少年チャンピオン』（秋田書店）2002年31号（6月27日刊）から、2003年42号（9月18日刊）まで連載された。主テーマおよびモチーフに宮沢賢治の童話『グスコーブドリの伝記』が用いられている。

## あらすじ
毎日毎日使い走りとして使われる日々を送っていたダメ高校生・蟻川義介。そんなある日、突然ロシア人の美少女メイド・ソーニャがお守りを持って現れる。義介は大企業ドラグーンの後継者候補であり、お守りとメイドはその証だという。他の後継者を倒しお守りを集めることが真の後継者となる方法であるが、義介はそんなことに興味はない。しかし、ドラグーンの関係者には人を人と思わぬ冷血な人間も多く、義介が候補者を降りればソーニャが酷い目に遭いかねない。こうして、義介はドラグーンの候補者対決に巻き込まれていった。
タイトルはいわゆる萌え系で最初はほのぼのしていたが、途中から一転してバトルロワイヤル系の物語へ発展し、猟奇的で凄惨な描写が続き残酷な結末へ向かうこととなる。

## 登場人物

### 主要登場人物
蟻川義介（ありかわ ぎすけ）
勉強もスポーツも駄目で、クラスでは使い走りに使われている駄目高校生だったが、ソーニャから「縁×結（えんむす）」のお守りを託された事がきっかけで、ドラグーン後継者対決に巻き込まれる。
心優しい少年で、後継者になるためではなくソーニャを守るために戦う事を決意している。かなり小柄。
後継者対決の争いの中で戦う相手すらも思いやる心根を敵からも認められるようになる。自身の持つ優しさから来る自己犠牲精神によって道を切り開いていき後継者となるが、最後はそのために（本人が全てを承知した上で）悲劇的な結末を迎える事となる。しかし、その生き様は彼に関わった遺された者たちに深く影響を与え、彼らの心の中に偉大なる永遠の存在として生き続けることになる。
ソーニャ（ソフィア・ミハイロヴナ・モストバーヤ）
ロシア出身のメイド。ドラグーンから義介の元に「縁結」のお守りを持ってきた。
義介の事を心から信頼し、自分の生涯をかけても尽くそうと考えている健気な少女。Dグレードと呼ばれるクラスの汎用タイプのメイドのため、他のメイドと違い特別な能力は持っておらず、また制約の処置が施されている。家事と掃除が大好きで、季節問わずにかき氷を食べている。顔は童顔だがかなりの長身（180cmくらい）でスタイルも良い。終盤で土砂崩れに巻き込まれ命を落とすが、ドラグーンの医療技術と義介の命を懸けた行動によって生き返る。以降、義介の帰りを待ち続けている。
柳木雫（やなぎ しずく）
蟻川義介の想い人。極めて優等生で、一に勉強、二に勉強というくらいの勉強家。
最初は義介のことをバカ呼ばわりして見下していたが、真っ直ぐな心の義介に徐々に惹かれていき婚約する。ソーニャの性格に振り回されがちだが、危険な状況でも冷静な判断を忘れない。幼い頃、両親の離婚で母親を失っている。
北条あすか（ほうじょう あすか）
ドラグーンの対立組織、ユニオンの構成員。環境のためか、女性である事を捨て男の喋り方をする（いわゆる俺少女）。
当初は、義介をドラグーンの要人としてユニオンに拉致するつもりだったが、義介の優しさに心を打たれ義介に賛同するようになる。途中から、義介のクラスメイトとなる。

### ドラグーン後継者候補
竜造寺天道以外は、竜造寺源三のクローンである。全員が候補者の証としてお守りを所有しており、それぞれのお守りには特殊な能力がある。候補者は義介を含めると全部で15人いるが、本編に全員は登場しなかった。なお、各後継者候補の名前は仏教の寺院に由来する。
竜造寺天道（りゅうぞうじ てんどう）
「立身出世（りっしんしゅっせ）」守りの所有者。
勉強、スポーツ全てにおいて完璧を誇る完璧主義者。ドラグーンの後継者としての心構えと風格を持ち合わせており、誰もが彼が後継者となると思っていた。
やや傲慢な面を見せる事もあるが、性根はむしろ真っ直ぐであると言え、当初は「チンケな男」と見下していた義介の事も、「初めて自分に歯向かってきた男」として、彼をライバルと認め、影で彼の成長を楽しみにしている。一方で、義介や侠介を除く後継者候補の事は、彼等の人を人と思わない冷血ぶりからも内心嫌っているようで、後継者候補から脱落した櫻に対しても肘打ちと共に容赦無く突き放し、その事で義介達を逆恨みしていたチュイが襲撃した際も、渚に阻止させている。
実は「立身出世」は何の特殊な効果もないただのお守りで、中には自身の写真のみが入っている。つまり天道は、お守りの特殊な効果に頼る事無く、己自身の力のみで後継者を目指さなければならないのだが、本人はむしろ「最高にカッコいいお守り」として誇りに思っている（逆に他の候補者はお守りの力に頼り過ぎていたとも言え、特に侠介の場合はそれが完全に仇になってしまう形で落命にまで繋がってしまっている）。
最終的には自らの大切な者の為に命をも捨てた義介の生き様を誰より理解し、「自らも追いつかなかった偉大な男」と認め、その魂を永遠とするために巨大義介像を建立する。
東大寺聡（とうだいじ さとし）
勉学に効果を発揮する「学業成就（がくぎょうじょうじゅ）」守りの所有者。
まだ幼い身ながらも、お守りの力で驚異的な頭脳の持ち主となっているが、それ故に非常に生意気で我儘な性格となっており、年上の義介達の事も平然と見下す等、人間性が大きく歪んでいる。お守りの力を使い、自分が一番だということを他の者に知らしめていたが、逆に言えばお守り以外に何の力も持っておらず、素の学力自体も大した事が無い為、候補者の中でも実力は低く、他の候補者からも大した脅威とは見なされていなかった。過去に父親に捨てられた事がトラウマとなり、更に源一郎に手篭めにされそうになったことで勝つことに執着するようになっている。
義介に敗北した後は、お守りを失った事でただの少年へと戻り、父親と共にドラグーンを去る。その後の消息は不明。
薬師寺侠介（やくしじ きょうすけ）
持ち主に降りかかる死の災難を引き受け、無効化する「身代り（みがわり）」守りの所有者。
後継者になることには興味なく、竜造寺天道に勝つためにお守りを集めている。薬師寺のパンチを受けて立っていられたのは天道だけだという。喧嘩っ早いが情に厚く、おせっかいな一面を持つ。また、お守りを財布の中に入れてあるにもかかわらず落としたり、道に迷ったりするなど、あまり利口ではない。
義介にとっては良き友人だったが、お守りの力に頼り過ぎてしまっていた事が大きな災いとなり、竜造寺源一郎のお守りの力によって自らのお守りの力を無効化されてしまった結果、命を落とす事になってしまった。
西園寺鴻庵（さいおんじ こうあん）
欲しい物の適正な対価を持ち主に明かす効果を持つ「商売繁盛（しょうばいはんじょう）」守りの所有者。雫の幼なじみで、彼女の長年の想い人でもある。
一見京都弁を話す穏やかな青年に見えるが、目的の為ならば手段を厭わず他者の心を弄ぶ様な行いも平然とする卑劣で狡猾な人物。
雫に取り入って卑劣な手段を持って義介を陥れていくが、義介の築いた信頼関係の前に敗れる。
リョウコ＝ボルテール＝中尊寺（リョウコ＝ボルテール＝ちゅうそんじ）
5分以内の行動を七回まで修正でき、死者さえも復活させることが可能な「七転八起（しちてんはっき）」守りの所有者。薬師寺侠介とは犬猿の仲で腐れ縁の間柄。
その力でメリーベルが殺した者を何度でも蘇らせては殺させる等、極めて冷酷非道な女性である。ただし、自身の戦闘力は然程高くも無く、強力なお守りの力に頼り過ぎている部分もある為、長期戦となってしまえば不利になってしまうという弱点を抱えている。
物語終盤で事故死してしまったソーニャを救うことを条件に、義介に全てのお守りと引き換えにある提案をする。約束を反故にしなかったとは言え、最終的に義介を死に追いやった張本人。
円光寺櫻（えんこうじ さくら）
用途は限られるが（それゆえ他の後継者からは重要視されていない）、所持していると探し物の場所が分かるようになる「失物出現（うせものしゅつげん）」の御守りの所有者。源一郎に心酔していた。
容姿は幼げで、常に笑みを浮かべている等、まだあどけない少年の様に見えるが、源一郎曰く「人を人と思わない邪悪な性格」の持ち主で、残虐非道なサディスト。子供を射撃遊びの的に使って平然と殺してしまったり、ドラグーン後継者の会議の時には飲み物に毒を入れる等、人間性が欠落しているとしか思えない人物で、思うようにいかず苛立つと、その醜い本性を剥き出しにする。その目に余る独善ぶり故に、天道を始めとする他のドラグーン候補からも嫌われていた様である。
義介に敗北後、天道に助けを請うも肘打ちで叩きのめされ、そのままユニオンに拉致される顛末を迎える。
竜造寺源一郎（りゅうぞうじ げんいちろう）
相手の御守りの効果を無効化する（自身の所有する御守りの効果だけは引き続き使用可能）「世界平和（せかいへいわ）」の御守りの所有者。
ビジュアル系なルックスとは裏腹に、足にぶつかったというだけで子供を殺したり、聡の変貌の切っ掛けを作ったりと、内面は冷酷そのものな悪人で、自身を「完成体（パーフェクト）」と称する等、自惚れが非常に強い。竜造寺源三の側近だったが、性格面にあまりにも問題がある為なのか追放されている。実は、後継者争いを仕組んだ首謀者で、裏でドラグーン後継者候補を殲滅させる為にドラグーンと敵対する組織であるユニオンと通じていた。回想では聡を手篭めにしようとしていた。
最後は天道と一騎討ちをし、一度は天道を圧すものの、予想以上の天道の力により逆に圧倒され敗北。侠介から奪ったお守りがある為、その力を使えば再び立ち上がる事は可能だったが、彼はそれをしなかった。天道曰く「完璧な人間なら俺に歯向かおう等とは二度と思わない」との事で、彼からは自らの内面の弱さを見抜かれていた模様。

### 後継者候補のメイド
後継者候補たちには全員一人ずつメイドが付いており、候補者のサポートを行うことが任務である。全員が元はドラグーンに仕えていたメイドたちである。
加賀渚（かが なぎさ）
天道のメイド。日本出身。天道が最も信頼を置く存在。滅多に表情を変えることはなく、常に無表情。
タイプもグレードは不明だが、Bグレードのチュイの槍の突きを片手で軽々と止めるなど底の見えない実力を持つ。
雪菜（ゆきな）
聡のメイド。日本出身。「ナイトライフサポート」の能力を持つ。Cグレード。ドラグーンのメイド教育専用の屋敷にいた頃からソーニャを知っているが、自分より周りに大事にされる（その切っ掛けは雪菜の密告が原因なのでほぼ自業自得とも言える）ソーニャに嫉妬して毛嫌いしている（ソーニャはそのことに全く気づいていない）。
聡の敗北後は義介に身受けしてもらうが、ソーニャをあの手この手で追い出そうとする。
ローズ・ロックウェル
侠介のメイド。アメリカ出身。「戦闘サポート」の能力を持つ。Cグレード。射撃の達人で、バイクに乗りながら標的に命中させる程の腕前。侠介の行動に呆れながらも心から信頼しており、また異性としても意識していたようである。侠介と抜群のコンビネーションで数々の死線を潜り抜けてきたが、最後は侠介の後を追い自殺する。
お七（しち）
鴻庵のメイド。日本出身。割烹着を着ているのが特徴。Bグレード。特技は小銭投げ。凄惨な過去を経験しており、そこから救われた恩からドラグーンに忠誠を誓っていた。鴻庵敗北後は義介に身請けしてもらい、雪菜と違ってソーニャに意地悪めいたことはしない。
ビジネス型のメイドだが、ユニオンの兵士や、（奇襲が入っていたとはいえ）戦闘型のBグレードのメイドであるチュイを倒すなど、戦闘能力も高い。
メリーベル
リョウコのメイド。フランス出身。衣装はナース服気味のメイド服。特技は注射器飛ばし。Aグレードで手術を施してある特注タイプらしい（ソーニャの回想編で名前は出てこないものも「リョウコ様から要望の特注品」という件がある）。サディスティックな性格で、趣味は拷問と解剖と人体実験（その際、邪悪な笑みを浮かべる）。終盤は常に眼帯を着けていた。
チュイ
櫻のメイド。アフリカ出身。「戦闘」に適した能力を持つ。Bグレード。普段は櫻に忠実で穏やかな性格だが、櫻に歯向かう者には容赦なく攻撃する。キレた時には口調がかなり変わる。櫻が敗北しユニオンに拉致された後、義介に復讐するために逃走するが、渚によって制され逃亡する。その後の消息は不明。
小夜子（さよこ）
源一郎のメイド。外観は幼女だが、能力はメイドの中でもトップ級。源一郎に忠実。クールで高飛車な性格。かつて、メイドたちの指導者として教育を施す立場にいた。天道を「完成体」を超えた「超完成体（エレガント）」と悟る。

### ドラグーン関係者
竜造寺源三（りゅうぞうじ げんぞう）
ドラグーンの元総帥で、事実上ドラグーンの始祖となった人物。天道の祖父。物語の開始時にはすでに死亡している。屋敷にいた際にソーニャと知り合い、彼女や脱走を企てたメイドたちの危機を救った。ソーニャに「縁結」のお守りを託し、義介の元へ届けるように頼んだ。
実は天道以外の後継者候補は彼のDNAから生み出されたクローンだということを源一郎が明かしている（多少、手を加えているため性格や思想は違う）。義介もその一人だが、彼の性格や優しさは源三のそれと寸分違わないらしい（そのため、源三を知る者は義介に源三の面影を見る）。

### その他の人物
コスケ
円光寺の敷地内で飼われていた小さな虎。ソーニャになつき、その後義介の屋敷に住むことになる。

## 単行本
1. ISBN 4-253-20341-8 2002年11月発行
2. ISBN 4-253-20342-6 2003年1月発行
3. ISBN 4-253-20343-4 2003年3月発行
4. ISBN 4-253-20344-2 2003年6月発行
5. ISBN 4-253-20345-0 2003年9月発行
6. ISBN 4-253-20346-9 2003年12月発行